# エリア88
『エリア88』（エリアはちじゅうはち・Area88・エリアエイティエイト）は、新谷かおるによる日本の傭兵戦記漫画。

## 作品概要
本作は小学館の漫画雑誌『マンガくん』が『少年ビッグコミック』に誌名変更された際の新連載作品の一作であり、1979年から1986年までの8年間にわたり連載された。精緻なメカ描写や、リアリティのある舞台設定、空軍基地エリア88の一癖ある傭兵たちが交わす哀愁の漂うセリフなどの独特な特徴から広範な支持を受け、あだち充の『みゆき』と並ぶ同誌の看板作品となり、後発の作品にも多大な影響を与えた。単行本は全23巻、復刻版（ワイド版）は全10巻、文庫版（スコラ漫画文庫シリーズ版、MFコミックス版）と完全版（メディアファクトリー・フラッパーシリーズ）は全13巻が刊行されている。第30回（1984年度）小学館漫画賞受賞。
最終回は巻末の掲載で異例の「前半モノクロページ、後半カラーページ（2色カラー）」という構成であり、通常のカラーページを掲載する場合とは逆であった。これは作者の強い要望により実現したもので、最終ページの見開きのコマはカラーということも相まって大きな反響を呼んだ。この後半のカラーページという新谷の要望に対し、担当の編集者は「麻雀漫画みたいでイヤだ」といい顔をしなかったという。単行本では再現されなかったものの、のちにメディアファクトリーから発売された「完全版」ではカラーページも完全再現された。
最終回の1ページ丸々使ってのスタッフロールでは、当時『うる星やつら』を連載していた高橋留美子から、「私が『うる星やつら』の最終回でやりたいと思っていたのに、先を越された」といった旨の言葉を言われたという。ちなみにここにはアシスタント時代のゆうきまさみの名前もある。
作品が生まれるきっかけは、ある一本のテレビCMから。ベトナム戦争真っ只中の時期に放送され反響を呼んだナショナルのBCLラジオ（RF-1150）のCMに、「異国に出兵中のアメリカ人兵士がラジオから流れる国歌を聴いて涙する」というものがあった。このCMを見た新谷かおるが「もし日本人が似たような状況で、異国の地で『さくらさくら』を聴いたらどうなるのだろう…」と思ったのが本作が生まれるきっかけであった。題名にある「88」は、プラモデルでその出来に満足した88mm対空砲から来ている（1984年発売のオリジナルBGMから）。また「（師である松本零士）先生の好きな99を超える数字を弟子が使ってはいけないという思いからです。」ともしている。
作者によると『巌窟王』がベースであり、友に裏切られ、恋人を奪われ、エルバ島に流されたモンテ・クリスト伯は…というくだりをそのまま使ったとのことである。
この作品の影響力は大きく、作品自体のゲーム化に留まらず、バンダイナムコの「エースコンバットシリーズ」をはじめ日本製のフライトシューティングゲームでは必ずといって良いほど本作に登場した機体が登場する。海軍機として著名かつ他の映像作品にも登場実績のあるF-14系やハリアー系はともかく、なかにはマイナー機のF-5Eや試作機に過ぎないF-20・X-29などが登場することも少なくない。更に先述の「エースコンバットシリーズ」においては、作品間のコラボレーションとして本作登場時の仕様を忠実に再現した機体の登場実績までも存在する。また、同シリーズの多数の作品においては、敵を撃墜したスコアに応じて得た報酬によって新しい機体を購入するといったシステムや、登場人物たちのウィットやニヒリズムに富んだ会話などが散見され、これらについても本作の世界観からの影響を推し量ることができる。

## あらすじ
大手航空会社である大和航空のパイロット訓練生・風間真（シン・カザマ）は親友の神崎 悟と共にパリでの研修訓練を終了し、帰国後にパイロットとしての第一歩を踏み出すことになっていた。シンは社長令嬢・津雲 涼子との交際も順調でその将来を嘱望されていた。だが、研修終了後に神崎に呑みに誘われ泥酔したシンは、神崎の謀略により激しい内戦の続く中東のアスラン王国傭兵部隊入隊の契約書にサインをさせられ、戦闘機乗りとして傭兵部隊に入隊することになる。
シンが配属されたのは作戦地区名エリア88と呼ばれる傭兵部隊で構成された空軍基地であった。この基地から除隊するには、高額の違約金を払うか、契約満了まで生き延びるかのみ。シンは違約金を稼ぐため、ザク・ヴァシュタール国王率いるアスラン政府軍の傭兵として、ザク国王の実兄であるアブダエル・ヴァシュタールが率いる反政府軍と血みどろの戦いを繰り広げることになる。戦いのさなか、シンはエースパイロットとして頭角を現し、報奨金を稼いでいくが、次第に傭兵稼業に染まっていく。
エリア88には、アメリカ出身でベトナム帰還兵のミッキー・サイモン、デンマーク空軍出身で対地攻撃では右に出る者がいないグレッグ・ゲイツ、西ドイツ出身でNATO空軍の元将校フーバー・キッペンベルク、そして彼らの指揮官であり、アスラン空軍のエリートとして将来を嘱望されていたアブダエル・ヴァシュタールの長男であるサキ・ヴァシュタールらがいた。彼らは様々な事情から心に傷を負い、傭兵とその雇い主に身を落としていた。一騎当千を謳われる戦友たち、そして彼らに武器を売って儲ける因業爺のマッコイと共に、シンは数々の危険な作戦をこなしていく。
行方をくらませたシンの身を案じていた涼子は、偶然にも欧州に居たサキと飛行機で乗り合わせる。サキ暗殺のため飛行機に仕掛けられた爆弾を巡り、シンとミッキーが危険な解除作戦を成功させる。涼子から何があったのかを尋ねられたサキは、飛行機の窓から見えるクフィールを指さし、「あれは私の部下のシンとミッキーです」と告げた。まさかと思う涼子だったが、帰国した涼子は、たまたま手に取った雑誌に、サキとシンの写真が掲載されているのを見つける。シンが中東のアスラン王国にいることを知った涼子は、社長秘書の安田 妙子とともに旅立つが、その機を操縦するのは神崎だった。エリア88で航空無線に入ってくる民間機の交信を聞いていたシンは、神崎の機がアスラン付近に来ていることを知る。激情に駆られ撃墜を目論むシンだったが、神崎から涼子が搭乗していることを聞かされて思いとどまる。しかし、民間機攻撃の責を問われたシンは独房に収監される。数日後、独房でサキより民間機攻撃の真意を尋ねられたシンは、錯乱しサキの視神経に失明につながりかねない深刻な傷を負わせてしまう。サキは後にこの傷が原因で失明しかけ、スイスで治療を行うことになる。シンはサキの配慮により銃殺こそ免れたものの、サキが失明する可能性があることを知り自責の念に駆られる。一方神崎はシンの攻撃を受けたことを大和航空本社に連絡し、涼子のアスラン行きを断念させる。シンの生存を知った神崎はシンを確実に葬り去るため、マフィアの手を借りてエリア88の志願兵を装った刺客チャーリーを送り込むが、シンに返り討ちにされる。
アスランの水準を上げるため、外資導入を図ろうとするサキの父アブダエル率いる反政府軍には様々な勢力が石油利権目当てで援助していた。シシリアンマフィアのジュゼッペ・ファリーナは新兵器開発の実験場としてアスラン内戦を利用し、財力を注いで作り上げた地上空母により各種データを収集していた。ファリーナは、サキの実弟であり、反政府軍に加わっているリシャール・ヴァシュタールを地上空母に招待し、地上空母を反政府軍に貸し出す旨を告げる。
その頃日本では神崎による大和航空乗っ取りが行われ、新社長となった神崎は安全基準ギリギリで運用コストの低い旅客機を採用し、大和航空の収益を改善していった。だが、羽田沖で墜落事故が発生する。神崎の乗っ取り以前から神崎の行動に疑問を抱いていた安田は、神崎の身辺調査を行う。それを知った神崎は安田を殺害すべく情婦ジュリオラを差し向けるが、安田は難を逃れ、調査報告を発表することで神崎を失脚に追い込む。
アスランでは、エリア88が地上空母に攻撃を仕掛けるが、艦載機であるリモコン操縦のF-18にエリア88パイロットは苦戦する。父の代理として地上空母を視察していたサキの弟リシャールは、エリア88攻撃に用いられることになった地中ミサイル「グランドスラム」を目の当たりにして発射を阻止しようとするが失敗し、瀕死の重傷を負わされたうえで砂漠に放り出される。リシャールは偶然通りかかったマッコイに救われる。エリア88に運び込まれたリシャールは一命をとりとめ、サキにグランドスラムがエリア88に向けて発射されたことを伝える。ミサイルの存在を知ったエリア88は、あらゆる手を講じてグランドスラムの進行を基地の手前で阻止したものの、後に地下水脈によりグランドスラムが市内へ流されることが判明し、エリア88に被害が及ぶことを承知のうえでグランドスラムを誘爆させ、グランドスラムが市内に流されるのを阻止したものの、エリア88は主滑走路に大きな被害を受け、空軍基地としての機能を失った。
地上空母はアスラン政府にグランドスラムを王都に向けて発射すると通告し、発射を阻止したければ政権を渡すように要求する。これを受け、シンはサキと共にアスラン王宮に向かう。サキはスイスで目の治療を行っている最中に涼子と再会し、涼子からシンとの関係を聞かされており、涼子へ配慮としてシンへアスラン王宮からギリシアにある外人部隊訓練基地へ向かい教官となるように命じ、シンの戦死を回避しようとしたが、シンはサキへの恩義から命令を拒否し、地上空母との戦いを継続する道を選んだ。グランドスラムによる王都攻撃は不慮の事故により未遂に終わるが、地上空母によりエリア88は占拠される。シンは仲間たちと共に地上空母との最終決戦に臨み、地上空母の破壊に成功するが、一連の戦いで多くの戦友を失い、地上空母が破壊された際に生じた残留放射能によりエリア88は使用できなくなる。
エリア88は鬼教官ラウンデルの指揮するギリシャの外人部隊訓練基地で部隊再編を実施すると同時に、管理がアスラン正規軍に移されることになり、エリア88の傭兵たちは、階級が与えられるのと引き換えに違約金による除隊や命令拒否の権利を失う。これによりシンは大尉に任官され、契約期間満了まで傭兵を続けざるを得なくなる。一部隊の指揮官となったシンの部下として新人パイロットで最年少のキム・アバが編入される。シンは徹底的なシゴキによりキムに生き残るための心構えを叩き込み、一流の戦士へと鍛え上げる。
新生エリア88は山岳を切り抜いて作られた険峻な基地だった。攻勢を強める反政府軍に、エリア88は敢然と立ち向かう。また、涼子は安田と共に欧州のアパレル業界で一大ブランドを築いていく。一方、ジュゼッペをジュリオラと共に謀殺した神崎は「サトル・ファリーナ」を名乗り、養父が温めていた悪魔の計画プロジェクト4の実施を宣言。その手始めとしてアスラン内戦に介入し、元ブルーエンジェルスのゲイリー・マックバーン（マック）ら名うての戦闘機乗りを傭兵として送り込む。共に米軍で旧知の仲であるミッキーとマックは戦場で邂逅。ミッキーはマックが娘のために傭兵に身を落とした事情を知ってしまう。一方、シンはプロジェクト4の新兵器対空地雷に気をとられて撃墜され、妖艶な傭兵セイレーン・バルナック（セラ）と知り合う。セラに迫られるシンだったが最愛の涼子でさえ抱けぬ身の上を包み隠さず語る。そんな誠実なシンにセラは惚れしてしまう。続く戦いでミッキーがセラを撃墜して捕虜とするが、エリア88の奮闘も空しく、プロジェクト4の攻勢により王都が陥落。アスラン兵による嬲り殺しを警戒したシンはセラを涼子へのメッセンジャーとして脱出させる。「シン・カザマは傭兵としてアスランの空に散った……」セラは気丈にもその言葉を恋敵である涼子に告げる。だが、シンは皮肉にもサキから王都を逃れたザク国王を伴ってフランスに亡命し、その後除隊するよう命じられる。反政府軍の大部隊が迫る中、エリア88のメンバーは決死の覚悟で脱出を試みる。サキは傭兵部隊としてのエリア88を失う覚悟だったが、ミッキー、グレッグ、キムら主要なメンバーは尚もサキと共に戦うことを望んだ。サキは海岸線に仮設基地を建設し抵抗を試みる。そこへプロジェクト4を見限ったセラが合流する。一方、パリで除隊したシンだったが、平和な日常は最早彼には苦痛でしかなくなっていた。シンはマークIIIという傭兵部隊に志願し、パリに滞在する涼子に別れの電話をかける。
神崎はアブダエルを傀儡とする新生アスラン王国の建国を宣言。アブダエルを操縦するため、彼が没後も愛するサキたちの母ソリア妃の霊廟を焼き払うように命ずる。中東の石油利権を牛耳る野心から神崎はアスランを隣国ブラシア侵略へと向かわせる。ジュリオラはソリアの遺体が冷凍保存されていたことを知り、密かに欧州に持ち去る。神崎の子を妊娠していたジュリオラは愛を信じたいという気持ちを抑えられなくなっていたのだ。シンの電話にショックを受けた涼子は自殺を試みるが安田に発見されて事なきを得る。ジュリオラもまた頼るあてがなくなり、一度は暗殺の対象とした相手である安田を頼ることになる。一方、シンはマークIIIの指揮官としてアフリカの小国バンバラで起きるクーデターの際に大統領一家を保護して逃亡する任務を負う。その準備の過程でマッコイと再会したシンは裏切りを察知。当初の計画通り、大統領一家を護衛しての国境越えを試みるが、追撃を受けたシンは大統領夫妻と部下の大半を失う。死に瀕する大統領から我が子と共にシンに託されたのはスイス銀行のカードだった。マッコイの救援で九死に一生を得たシンはスイスに渡り、途方もない額の金を受け取ることになり、一夜にして大富豪となる。マッコイがシンのために飛び回っている中、エリア88は盗賊紛いの真似で物資を盗み出しては命脈を繋ぐジリ貧状態にあえいでいた。サキは瞬く間に滅ぼされたブラシアの空軍パイロットを強奪するためキムとセラを送り込む。セラの活躍によりブラシア空軍のパイロットを処刑から救い戦力を補充したエリア88だったがプロジェクト4の攻撃により海岸基地を失う。絶望に打ちひしがれるサキに届いたのはマッコイからの無線連絡だった。「何者か」がサキとエリア88の戦士たちのためにエンタープライズ級の原子力空母を艦載機と乗組員付きで無償提供するというのだった。サキは艦名を「エリア88」としてプロジェクト4の野望阻止に向かう。神崎の次なる狙いはタンカーが往来するスエズ運河だった。
神崎とプロジェクト4調査のため日本に一時帰国したシンは空港で海音寺 八兵衛という老人と知り合う。八兵衛に見込まれたシンは彼の主催する園遊会に招かれる。神崎に買収された大和航空を買い戻したシンだが、そうした動きは政財界に通じる八兵衛に筒抜けになっていた。園遊会で八兵衛から詰問されたシンはこれまでの過酷な経緯を語る。一方、八兵衛と旧知の間柄である涼子もまた園遊会に招かれていた。シンと涼子は運命的な再会を果たす。夢にまでみた愛する涼子と結ばれ、束の間の安息を楽しむシンのもとに神崎からの電話が入る。神崎は自分とシンの根深い因縁とそれが故の復讐劇を語り、シンと涼子がつくる平和な日常をすべてぶち壊すと宣言し、置き土産として大手日本企業を欧米に売却する。このことを重くみた八兵衛はシンが自らの懐を痛めてそれらの企業を買い戻したと偽装し、シンを日本国外に送ると告げる。最早、アスランでの戦いが自分とは無関係でなくなり、神崎との決着をつけない限り真の平穏が訪れないと悟ったシンは、愛する者を己の手で守るため地獄を叩き潰しに戻ると決意。マッコイを通じ、自らの意志でエリア88への再参加を契約する。シンが八兵衛の手で国外に送られたことを知った涼子は落胆に泣き崩れるが、シンの子を宿した彼女は黙っておらず、夫の戦いを支援するため「女の戦い」に臨む覚悟を決める。その頃、欧州ではジュリオラにより持ち出された冷凍保存状態だったソリアが蘇生していた。安田は記憶を喪失したソリアがジュリオラの妹だと信じている事情、そしてジュリオラが神崎の子を宿して苦悩している様を目の当たりにする。
エリア88はプロジェクト4によるスエズ侵攻阻止に全力を挙げる。サキはいずれ訪れる戦いのため陸上空母の攻撃で廃墟となった旧エリア88の再建を目論む。そこで戦死したフーバーの亡霊と出会ったサキは、いずれサキが最も信頼する7人の部下と共に冥府に来ると予言される。ミッキーとセラは互いの想いを語り合ううちに将来を約束する仲になっていた。そんな中、最新鋭機を手に補充兵として加わったシンにミッキーは激怒して手をあげる。ミッキーは心を許せる無二の親友であるシンに自分と同じ地獄を味わって欲しくないと思っていたのだった。シンは仲間たちに自分が戦いに加わる意味と神崎の野望を挫くという目的を語る。一致団結したエリア88はスエズ侵攻の出鼻をくじく。スエズ侵攻が膠着状態に陥ったこと、その間に涼子による婦人たちへの呼びかけがプロジェクト4に参加する企業を圧迫していることを告げられた神崎は激高する。また度重なる侵略戦争にアスラン王国軍内では厭戦気分と外国人に指揮される不満が募っていた。反政府ゲリラとなりながら尚も戦いを続けるサキとエリア88に同調したアスラン兵によるクーデターが発生。彼らの中心はかつて外人部隊として戦うグレッグの演説を聞いた者たちだった。内部の反乱とエリア88の攻撃によりプロジェクト4の軍勢は瓦解していく。
エリア88もプロジェクト4もギリギリの状態となっていた。サキは王都奪還を目指してエリア88のメンバーに最後の出撃を命じ、自らも参戦する。ラウンデルの配慮がアダとなりサキは王宮付近で墜落。それを目撃したシンはサキ援護のため機体を捨てる。低空侵入で地上部隊を駆逐していたグレッグは墜落後にクーデター部隊に救出されるが不慮の事故により死亡する。空母で指揮を執っていたラウンデルはサキ援護のため出撃するが対艦ミサイルから空母を守るため戦死。グレッグ、ラウンデルの相次ぐ戦死に不吉な予感を悟ったセラはミッキーに注意を呼びかける。降下したシンは偶然にも神崎と遭遇し、肩に深手を負う。神崎は弾道ミサイルでアスラン全土を灰にすることを目論むが、娘の死を知ったマックは神崎の命令を反故にして部下たちに脱出を命じる。シンとサキが王宮付近で消息を絶ったことを知ったキムは救援に駆けつけ、サキを探索するうちに軟禁状態のアブダエルを発見する。救難ヘリを呼び寄せるためキムが基地に戻る間にアブダエルは無意識に妻ソリアの霊廟へと向かっていたが、プロジェクト4の構成員に撃たれ致命傷を負ってしまう。今際の際に一時的に自我を取り戻したアブダエルは、最後にサキと和解を果たすが、サキは因縁に決着をつけるべく父の亡骸を抱き母ソリアの霊廟に入り、シンの叫びも虚しく自殺を遂げる。聡明なサキを中心とした平和なアスラン建設を望んでいたシンはサキの思いがけない最期に我を失ってしまう。サキとシンを救出するためヘリで急行するキムだったが仲間たちの相次ぐ戦死に遭遇する。シンを救出したキムはマックとの決着をつけるため出撃したミッキーがセラを庇うため被弾し、爆発炎上する機体と駆け寄ったセラと共に最期を遂げる場面に遭遇して呆然となる。そのとき神崎からの通信が届く。エリア88で裏切り者のマックを射った神崎はシンとの一騎討ちを求めてきたのだった。
シンは止めようとするキムを振り切り出撃する。涼子の乗る国連機とすれ違いに飛び去るシンの愛機。アスランの真っ青な空の下、根深い因縁を抱えたシンと神崎は対峙する。神崎を前にしてシンはやはり銃口を引けない。だが負傷で痙攣する腕と彼に備わった生存本能が神崎の乗る機体を撃墜する。シンの機体は炎上しながらも帰還を果たす。だが、生還を遂げた彼の脳裏からアスランで過ごした過酷な戦いの日々の記憶は全て失われていた。涼子に伴われて日本に帰国しようとするシン、それを空港で見送るキム。「あなたの中に、もうぼくはいないのですね、そして共に戦った仲間たちも……」。ジュリオラは出産した我が子を手に抱き、悦びの声をあげる。「わたしのサトル。でも心は真っ白なのね……」。こうしてアスラン内戦は完全終結し、風間 真と神崎 悟の、そしてサキとアブダエルの戦いに終止符が打たれたのであった。

## 登場兵器
本作に登場する航空機は世界各国の実機をモデルとしているが、作中の描写においてはリアリティよりも漫画（フィクション）としての物語性や娯楽性を優先させた結果、実機とは矛盾した描写も少なからず存在する。旧東側の機体については、連載当時の西側において信じられていた情報に基づく描写が、冷戦終結後に覆った場合もある。
作者によれば「1キャラ1機体をコンセプトに、それぞれのキャラクターのイメージにあった機体を選んで搭乗させた」とのことである。このようにメーカーや性能が大きく異なる航空機を多数混在させて運用すれば、経済性や補給面で大きな問題になるが（作中でも、エリア88の機体が正規軍の基地で補給を受けた際に、整備兵が戸惑う場面があった）、作者も承知の上でのフィクションである。

## 用語集

### エリア88
アスラン王国空軍の基地を表すコードネーム（作戦地区名）および、そこに駐留する外人部隊を指す名称。主人公・風間真をはじめとする本作の主要キャラクターたちが所属する部隊。

### アスラン王国
本作の舞台となる中東にある小国。地中海に面しており、中部には砂漠が存在する。周辺のアラブ諸国と同様、石油を産出する。国教はイスラム教で王政を敷いており、国王はエリア88司令・サキの叔父であるザク・ヴァシュタール。日本からの直行便は運航されておらず、テルアビブ経由になる。付近では大和航空の旅客機が同国空軍機とのニアミス及び襲撃される事件も起きている。
代々ヴァシュタール王家により統治され、小国ながらも平和で作物豊かな国であった。しかし、前国王が崩御の間際に次期国王として次男・ザクを指名したことで状況は一変する。開放政策を唱えていた長男・アブダエルとは逆に、一種の鎖国政策を進めようとしたザクは、前国王の存命中から意見の対立があり、崩御をもって対立が表面化した。アブダエルは反政府軍を組織し、ザク国王側の政府軍と2派に分かれての内戦状態となった。
両軍で使用している兵器は、政府軍はイスラエル製のクフィールやF-4やF-5、F-15、A-4などを保有し、ギリシャに空軍の訓練基地を保有する等、アメリカを中心とした西側諸国やイスラエルと友好的な関係にある模様。それに対し反政府軍側は、ソ連を主とする東側の物が多い。外国軍の直接介入や軍事顧問の派遣はないが、両軍ともに外人部隊を投入しており、傭兵を中心に構成されているエリア88はその典型例である。
内戦はプロジェクト4が反政府軍を支配下に置いたことで、長らく膠着していた政府軍と反政府軍のパワーバランスが崩れ、表向きには反政府軍が首都を制圧したことによりザク国王がフランスへ亡命し、アブダエルが国王の座に就くことで終結した。しかし、アスランの実権はプロジェクト4に握られることになった。
プロジェクト4に支配されたアスランは、プロジェクト4の別働隊によるアスラン軍への偽装攻撃を口実に隣国ブラシアを侵略・制圧し、さらにスエズ運河を保有するタンドリアへ侵攻するが、エリア88の支援を受けたブラシア国内のレジスタンス運動によりブラシアを失い、タンドリア侵攻も停滞する。同時期、アスラン国内でも実態が不明の新政府に対して激しい反発が起こり、正規軍からも部隊単位で離反者が出て、反抗軍へ合流していった。
政府軍と反抗軍の勢力が逆転しての首都攻防戦が起こり、混乱の最中の王宮にてアブダエルとサキは死亡。プロジェクト4の傀儡政府も瓦解し、内戦は終結する。アスランは共和制に移行してザク元国王が首相に就任し、王家はアブダエルの第2子リシャール王子とアブダエルの妻ソリアが継いだ。

### 大和航空
エリア88の世界に登場する架空の航空会社。ロゴマークのデザインは日本航空で用いられてる鶴丸がモデル。英語名は「Yamato Air Lines」（略称:YAL）で、これも日本航空（JAL）から取っている。劇中では日本航空（旧塗装）のボーイング747が描かれたコマもあった。
物語の序盤においてシンと神崎はまだパイロット候補生でしかなかったが、シンがエリア88へと送り込まれた後、神崎はマックウェル・インターナショナル社（後述）に対して、同社のMB-14を大和航空の次期主力機として採用する便宜を図る見返りとして、同社経由で大和航空全株の45%を手中にし、国際線機長から社長へ就任したことで大和航空の乗っ取りに成功する。のちに神崎がプロジェクト4のトップとなったため、大和航空はプロジェクト4の傘下となった。
シンは、バンバラ国の大統領から相続した遺産で大和航空の株をプロジェクト4から買い戻し、経営権を元々同社のオーナーだった津雲家に返還した。

### MB-14
エリア88の世界に登場する架空の中型双発旅客機（エアバス）。製造は米国のマックウェル・インターナショナル社。
操縦しやすいというパイロットの評判と裏腹に、安全性・信頼性が問題視されている。登場人物によれば、
- 材料をケチって、並のエアバスより50トン軽くしてある（これが「操縦しやすい」という評価の元になっている）
- ケチった部分は安全関連のみ
- エンジンの信頼性、耐久性に問題がある（ジェットエンジンは大体が機体本体と別メーカー（P&W、GE、RRなど）で製造されるが、作中ではエンジンのメーカーや詳細について言及されていない）。

という代物で、「あれでよくアメリカ連邦航空局（FAA）の耐空証明が取れたものだ」などと揶揄されている。運用する整備員からも部品の耐久性に疑問を持たれていた。案の定、同機を採用した大和航空で墜落事故を起こし、採用を決めた神崎の同社での地位が危うくなる。
OVAでは4発機になっていた。

### プロジェクト4
いわゆる「死の商人」たちが集まり、自らの利潤を追求するため世界中の戦争を継続的にコントロールしようとした計画およびその組織の名称。その計画では兵隊や「戦争で失われる命」をも計画的に量産するというもので、事実上の「世界征服」ともいえる計画であったが、作中では実現していない。
計画の立案者は、イタリアのマフィア・ファリーナグループの総帥にして武器商人のジュゼッペ・ファリーナとイギリスの武器商人のバンビーンで、ファリーナが「プロジェクト4」と命名した。バンビーン曰く「死の商人の閻魔帳」にして「滅亡への計画書」。この計画図はファリーナの死後、スイス・バンクの金庫内から発見され、ファリーナの養子となった神崎により実行された。
スポンサーはこの組織に賛同するヨーロッパやアメリカなどの経済団体だが、プロジェクト4の実権を握った神崎を快く思わない者もおり、彼らはアスランの首都陥落で反政府軍に転落したエリア88の所属するザク国王派に支援を行ったり、スエズ侵攻がエリア88の攻撃により計画通りに進行しないことを理由に、プロジェクト4に対する支援の打ち切りを宣言するなど、裏切り同然の行為も行った。

### 戦士の魂
目の療養のあとロンドンにあるマダム・ビンセントの屋敷を訪れたサキが、宝石鑑定家である彼女から譲り受けた宝石で、ネックレスに使用されていた。彼女の弁によれば、インドの宝石商から手に入れたルビーの変種。これを身に着けていれば、どんな激しい戦いの中でも身を守ってくれるという。
ヨーロッパからエリア88に帰還したサキからシンに渡される描写があったが、その後の描写は特になかったため、伏線としての意味は不明である。その後、戦士（フェダーイーン）の魂という言葉で、ボッシュがこの言葉を使用している。

### M資金
非常時の国庫金の秘匿名称。しかし、本来は「あの戦争」で旧日本帝国軍軍部が秘密裡に蓄えた軍資金の名称だと説明されていた。使用できるのは内閣総理大臣と海音寺くらいだと言われており、神崎が売り飛ばした日本国内の企業を外資系企業に買収されるのを防ぐため、海音寺がやむなく使用した。買収の防衛にあたっては数兆円ではきかない規模の出費だったらしく、「日本が非常時にこれだけの金を出せる資金力がある」ことを諸外国から悪意的に受け取られないよう、また「シンの資金力が大打撃を受けた」と見せかけるため、風間真名義の資産と見せかけて使用し、プロジェクト4や諸外国の目を欺いた。
現実社会でも「M資金」と呼ばれるものの存在は噂としてよく語られており、もっぱら詐欺のネタとして用いられることがある。作中の人物にも「まさか本当にあったとは」と語らせている。

### サキ・ヴァシュタールが最も信頼する7人の兵士
サキが旧エリア88基地に調査で訪れた際、出会った亡霊から「サキがこちらに来る時は、最も信頼する7人の兵士に手を引かれる」だろうと予言された。これはエリア88主要メンバーのうち7人がサキと共に死ぬことを示唆している。
その7人が誰なのか確信を得られないサキは、ミッキーに「最も信頼する兵士」を6人挙げさせている（サキはミッキーを7人のうちの一人と確信していることを物語る描写である）。ミッキーは、グレッグ、ケン、ウォーレン、セラ、キム、そしてシンを挙げた。この時点でシンはエリア88を除隊していることから、サキはその後に復帰したアッサンが7人目なのかもと考え結論を出しかねていたが、終盤にシンがエリア88に再入隊したのを見て彼こそが7人目と確信した。
作中において、「7人」が明確に誰を指しているのかを示す直接の描写はない。また、ミッキーおよびミッキーが挙げた6人のうち、キムとシンは生き残っている。アッサンの生死は作中では判明していないが、副官のラウンデルが戦死している。ただ「エリア88でサキと共に戦ったシン」は最終決戦で死んだと見る事もできるため、アッサンが戦死していたとすれば、ミッキー、グレッグ、ケン、ウォーレン、セラ、アッサン、シンで7人となる。
ただ、アッサンは過程から見て「最も信頼する兵士」とは言い難い。サキにとって「最も信頼する兵士」を基準とするならラウンデルが適任である。ラウンデルが戦死する際に、サキはラウンデルの声が聞こえたような描写がある。7人の兵士はミッキー、グレッグ、ケン、ウォーレン、セラ、ラウンデル、シンと解釈する事もできる。

## アニメ

### オリジナルビデオアニメ
1985年（昭和60年）から1986年（昭和61年）にかけて、全3話のオリジナルビデオアニメシリーズがスタジオぴえろにて製作された（この作品は、原作全23巻中のおおむね4巻までのエピソードでオリジナルビデオアニメ専用のシナリオ構成がされており、一部のストーリーや登場人物が原作と大きく異なる。また、最終回までは描かれていない）。キングレコードから発売、「ACT I 裏切りの大空」・「ACT II 狼たちの条件」・「ACT III 燃える蜃気楼」の全3巻（VHSでは、ACT III、ACT IVで構成される物もある）。
「ACT I」と「ACT II」は再編集され、1985年7月13日より全国東映系で公開された映画である。同時上映は、菊池桃子主演「テラ戦士ΨBOY」。この劇場公開版は、後にテレビ東京系で前後編に分けて全国放映された。なお、岐阜放送が後編を同時ネット出来ず、1週間後に放映するに至った。
鳥海永行が監督、岡田敏靖が作画監督を務めて、第4回日本アニメ大賞オリジナルビデオソフト最優秀作品賞を受賞している。「ACT I」と「ACT II」の主題歌とエンディングはMIOが担当し、「ACT III」では北原志真が担当した。
作品の都合上、シンの使用機体はF-8クルセイダーから始まり、F-5EタイガーII、F-20タイガーシャークの3機の他に、サキのクフィールに搭乗。また、原作では終始F-4ファントムに搭乗している不死鳥のチャーリーはF-16ファイティングファルコンを使用している。DVD化はされているが、国内版は「ACT I」と「ACT II」を再編集で1本にまとめた劇場版のものしかない。
また、「ACT II」では、神崎が機長で、サキ、安田、涼子が乗客のジェット機に爆弾が仕掛けれられ、それを真とミッキーがクフィールの単発銃で除去するエピソードがあり、サキから「礼なら私の部下に言ってくれ。ミッキー・サイモンと風間真にな」と言われ、神崎が動揺する場面があり、陥れた相手に助けられる皮肉な展開となった。

#### スタッフ
- 監督 - 鳥海永行
- 脚本 - 酒井あきよし
- キャラクターデザイン・作画監督 - 岡田敏靖
- 美術監督 - 中村光毅
- 撮影監督 - 橋本和典（ACT I）、杉村重郎（ACT I・ACT II）、金子仁（ACT III）
- 音楽 - 新田一郎
- 音響監督 - 斯波重治
- プロデューサー - 布川ゆうじ
- アニメーション制作 - スタジオぴえろ
- 製作・企画 - 宇佐美廉

#### 主題歌
下記5曲は、いずれも新田一郎による作曲・編曲。
映画版（ACT I・ACT II）
オープニングテーマ「HOW FAR TO PARADISE」
作詞 - リンダ・ヘンリック / 唄 - デレク・ジャクソン
ACT Iのオープニングテーマを使用。
挿入歌「Good-bye. Lonely Blue」
作詞 - 三浦徳子 / 唄 - MIO
エンディングテーマ「悲しみのDESTINY」
作詞 - 水谷啓二 / 唄 - MIO
ACT I・ACT IIのエンディングテーマを使用。

ACT III 燃える蜃気楼
オープニングテーマ「砂漠（すな）のイリュージョン」
エンディングテーマ「So Long My Love」
作詞 - 山川啓介 / 唄 - 北原志真

### テレビアニメ
全12話のテレビアニメがテレビ朝日の深夜枠とアニマックスで放送された。テレビ朝日での放送は2004年1月9日から同年3月26日。2006年にパソコンテレビGyaOでも全話無料配信が数回行われた。
キャラクターデザインは、各キャラクターの印象が原作の絵と異なるものとなっている。戦闘機などのメカニックにCGが使われた。オープニングテーマにバッハの『小フーガ』のアレンジ版が使われ、劇中のBGMの一部にはサイバートランスが使われた。オリジナルキャラクターとして、カメラマンの新庄真（しんじょう まこと。声：三木眞一郎）と女性パイロットのキトリ（声：小林沙苗）が登場、シリーズ全体がエリア88の取材から帰還した新庄の回想という体裁をとっており、新庄は作品の狂言回し的な役割となっている。なお、マッコイ役はOVA版でグエンを演じていた大塚周夫であり、新旧『エリア88』に唯一出演している。
戦闘機のメカ描写については離陸用補助ロケットブースターが主翼上に設置される、ミサイルが模擬弾を示す青塗装で描かれている、旧式のF-8E（クルセイダー）がレーダーで一度に複数敵機をロックオンする、増槽を付けた状態で空戦を行う、AV-8Aハリアー、バッカニアといった正面からタービンが見える機体のタービンが回っていない、機銃を搭載していないF-4が射撃を行う(※映像からSUU-16ガンポットの可能性有)、ヘリコプターの脇をジェット戦闘機がとんだのになんの影響もないなど、考証不足な面が幾つか見られた。
他にも、原作の一部や台詞が改変されたり、前述したオリジナルのキャラクターが原作時のキャラクターの出番を持っていってしまうなど、評価は低かった。
シンが、F-8E クルーセイダーの次に乗る、F-5E タイガーIIのカラーリングは、原作のF-20 タイガーシャークのカラーリングになっている。
放送当時、「オープニングに倒れている人や「WAR」「ATTACK」といった暴力を連想させる英単語が一瞬映っている」と報道された。これがサブリミナル効果を狙ったものとして批判され、そのフレームは全く無関係なものに差し換えられている。尚、アニメ業界では制作側の「お遊び」として本編とは全く関係ないものを描いたものを1フレームだけ挟むというということが度々行われていたという。

#### スタッフ（テレビアニメ）
- 監督 - 今掛勇
- 演出協力 - 高橋良輔
- シリーズ構成 - 大野木寛
- キャラクターデザイン - 神志那弘志
- 総作画監督 - 神志那弘志、倉田綾子
- メカニックデザイン - 佐藤道明
- 美術監督 - 鈴木朗
- 色彩設計 - 茂木美実
- 撮影監督 - 舘信一郎
- 編集 - 重村建吾
- 音楽 - 三宅一徳
- 音響監督 - 矢野さとし
- プロデューサー - 河野勝、成毛克憲、本地大輔
- アニメーション制作 - グループ・タック
- 制作 - テレビ朝日、88製作委員会

#### 主題歌（テレビアニメ）
オープニングテーマ「MISSION（FUGA）」
演奏 - angels
PRODUCED - NObby uNO
SOUND PRODUCED - VINCENT DE MOOR
STRINGS ARRANGEMENT - TATSUKI TAGAYA
エンディングテーマ「戦場のダンス - dance in the battlefield -」
作詞 - 高橋研 / 作曲・編曲 - 渡部チェル / 歌 - 寺田恵子

#### 各話リスト
| 話数 | サブタイトル       | 脚本     | 絵コンテ        | 演出              | 作画監督                  |
| ---- | ------------------ | -------- | --------------- | ----------------- | ------------------------- |
| 1    | 砂漠の翼           | 大野木寛 | 今掛勇          | 今掛勇            | 丸英男 津幡佳明           |
| 2    | 夕陽の墓標         | 大野木寛 | 今掛勇          | 平田豊            | 服部憲知 日下兼彰         |
| 3    | 蒼空のファインダー | 大野木寛 | 初台寒志        | 加藤洋人 松浦錠平 | 李炫政                    |
| 4    | 裏切りの空         | 大野木寛 | 伊藤尚往        | 福島一三          | 高瀬言                    |
| 5    | 勝気なルージュ     | 野村祐一 | 今掛勇 渡部高志 | 岡嶋国敏          | 田中誠輝                  |
| 6    | 孤独の交差点       | 大野木寛 | 加藤洋人        | 加藤洋人          | 津幡佳明 丸英男           |
| 7    | スイートソルジャー | 野村祐一 | 東海林真一      | 平田豊            | 服部憲知                  |
| 8    | 砂の銃弾           | 大野木寛 | ところともかず  | 阿保孝雄          | 李賢政                    |
| 9    | 音速のタイトロープ | 野村祐一 | 渡部高志        | 長尾粛            | 高瀬言                    |
| 10   | 運命のコントレール | 野村祐一 | 今掛勇 渡部高志 | 西山明樹彦        | 清水博幸 津幡佳明         |
| 11   | 砂の真実           | 大野木寛 | 難波日登志      | 平田豊            | 服部憲知 長野伸明（メカ） |
| 12   | 風の翼             | 大野木寛 | 今掛勇          | 今掛勇            | 倉田綾子 長野伸明（メカ） |

| テレビ朝日 木曜26:12 - 26:42枠 | テレビ朝日 木曜26:12 - 26:42枠 | テレビ朝日 木曜26:12 - 26:42枠 |
| 前番組                         | 番組名                         | 次番組                         |
| ------------------------------ | ------------------------------ | ------------------------------ |
| ダムド・ファイル               | エリア88                       | 恋風                           |

## 関連商品

### CD-ROM付き書籍
エリア88 CD-ROM付
1997年1月にソフトバンククリエイティブより発売された。A5判48ページのブックレットの付録という扱いで、本編全話を2枚組CD-ROMに収録。書籍扱い(ISBN 978-4797301755)。
Windows 95、およびMac OSに対応。なお、発売後に不具合が発見され、2枚とも良品に交換するという対応がなされた。

### カセット
エリア88 狼たちのレクイエム
1987年12月20日に小学館コミックカセットブックとして発売された。カセットにはサブタイトルの記載はないが、タイトルコールに収録されている。カセットテープを使用し、A面が29分56秒、B面が27分54秒の内容で、現在のドラマCDに相当するもの。
キャストはエリア88の登場人物の項を参照。ナレーションは阪脩が担当し、主人公・風間真の声のみOVAと同じく塩沢兼人が演じている。製作・販売は小学館で、現在は絶版。

### レコード
エリア88
1984年4月21日、キングレコードからアルバムが発売された（スターチャイルドのコミックス・オリジナルアルバム・シリーズ）。音楽は新田一郎が担当。この1枚目のアルバムに「デス・フーガ」という曲が収録されており、2004年版のアニメのOPにもフーガのタイトルがついている。

### CD
CDはキングレコードからイメージアルバムとして2枚、アニメサウンドトラックとして2枚の合計4枚が発売されている。作曲・編曲はいずれも新田一郎。
コミックス・オリジナル・アルバム エリア88（1993年1月9日発売　/ K30X 7079）
1. 炎のユニコーン
2. 青い蜃気楼
3. セイレーンの涙
4. メモリー・オブ・ユー
5. デス・フーガ
6. 傷だらけの獅子 THE WOUNDED LION
7. ムーンライト・ララバイ
8. 狼達の墓標 FALLEN ANGELS
9. ソルジャー・スピリッツ
10. Good-luck!!

歌：山際祥子（1,8）/ 竹中ゆかり（4,10）/ ポール吉田（2,6）
エリア88 イメージ・アルバム 燃える蜃気楼（1993年1月9日発売 / K32X 7030）
1. Thunder Red
2. Sky Highway
3. 地獄のファイター
4. アスランの夕陽
5. Back To Sky
6. 夜明けをめざして
7. ユダの烙印
8. Secret Paris
9. 永遠の約束
10. War Is Hell

歌：山際祥子（1,10）/ 笹木志伸（3,7）/ 桑江智子（5,9）
長編アニメーション エリア88 音楽集（1993年1月9日発売　/ K32X 7003）
1. MISSION1
2. HOW FAR TO PARADISE（#1）
3. MISSION2
4. LOVER'S HOLIDAY
5. MISSION3
6. LONG AGO AND SO FAR AWAY
7. MISSION4
8. Good-bye, Lonely Blue
9. MISSION6
10. RAZOR'S EDGE
11. MISSION8
12. MESSIN' WITH THE NEW KIDS
13. MISSION9
14. HOW FAR TO PARADISE（#2）
15. MISSION10
16. 悲しみのDestiny

歌：デレク・ジャクソン（2,4,12,14） / MIO（6,8,10,16）
LPの音楽集Part1・Part2（FIRE OF THE UNICORN）を1枚にCD化したものであるが、MISSION5・7・11は、容量の関係でカットされている。
アニメーション・ビデオ エリア88 ACT III 燃える蜃気楼 音楽集（1986年8月21日発売 / K32X 7031）
1. 砂漠のイリュージョン
2. パンドラの箱
3. Let's Fight!
4. 再会は遠く
5. 昨日よりは明日を…
6. タイトロープ
7. 太陽に近き者達
8. 悲しみのTrigger
9. Dog Fight Blues
10. 希望の土地
11. 反政府軍進撃
12. アスファルトの荒野
13. 強行突破!
14. You're a Lucky Guy
15. 故郷は”エリア88"
16. アスランの空
17. So Long My Love

歌：北原志真（1,17）/ 山際祥子（9）

### 模型
- 1982年にタカラから1/100スケールのプラモデルが発売された。1/24のキャラクターフィギュアが付属。
  - ラインナップはF-5G（シン）、F-100D（ミッキー）、F-8E（シン）、クフィル（サキ）、F-14A（ミッキー）、AV-8A&GR-3ハリアー（キム）、A-4M（キャンベル）、Yak-36（反政府軍）、MiG-27（キルビック）、A-10（グレッグ）の10種。
  - このシリーズのコンセプトは「実存する戦闘機の模型化ではなく『エリア88』の作中で描かれる戦闘機の模型化」であることが、当時タカラが発行していた模型情報誌『デュアルマガジン』掲載の商品開発担当者のインタビューで明らかにされている。事実、新谷作画によるデフォルメーションが反映され、全体のシルエットや各部のボリュームなどが実際の機体とは異なる箇所が存在する。塗装およびデカール（マーキング）指定は作品オリジナルのものと現実に使用されていた機体のものが併記されていたが、当時制式採用の行方が不透明だったF-5Gの後者の指定については、兵器類に詳しい商品開発担当者が考察の上、米空軍所属のアグレッサー仕様機という形で行われた。
- 1995年から1996年にかけて模型メーカーのハセガワから、作品に登場する人物の搭乗する戦闘機のキットが、1/72スケールで同社の既存のキットに新規デカールを追加したエリア88シリーズが「アクトハセガワ」ブランドで発売された。後に同ブランドで、レジン製フィギュアと同社が日本市場向け代理店となっている香港の模型メーカー、ドラゴンの1/144スケールの戦闘機もしくは同社の1/200の旅客機の模型とセットになったキットが販売されていた。
- 2004年にTVアニメ化のタイアップ商品として、ハセガワの1/48 F-14とF-8にデカールを追加、特製DVDを組み合わせた抱き合わせキットとアメリカレベルの1/48 F-5を仕様変更したキットが発売された。
- 2005年に「1/144スケール エリア88コレクション」と呼ばれる食玩が発売された。
- 2008年に模型メーカーのPLATZから、自社の1/144 F-8のプラスチックモデルキットにカルトグラフ製デカールを組み合わせたTVアニメ版『風間のF-8』のキットと、航空機の主要なスケールである1/48、1/72、1/100、1/144で風間真の搭乗した機体に書かれていたパーソナルマークを再現するためのデカールが、ワンフェス販売専用商品として発売された。
- ハセガワからは「クリエイターワークス」シリーズで、2016年より作品に登場する機体のキットが発売された。1/48スケールでは「J35Jドラケン“風間真”」、「F-8Eクルーセイダー“風間真”」、「F-14Aトムキャット“ミッキー・サイモン”」、「A-4Mスカイホーク“グレッグ・ゲイツ”」が発売されている。1/72スケールでは「F-20 タイガーシャーク“風間真”」、「クフィルC2“サキ・バシュタール”」、「X-29“風間真”」、「F-14Aトムキャット“ミッキー・サイモン”」、「J35Jドラケン“風間真”」、「A10 サンダーボルトII“グレッグ・ゲイツ”」、「F-8Eクルーセイダー“風間真”」、「F-105D サンダーチーフ“グエン・ヴァン・チョム”」、「AV-8A ハリアー“キム・アバ”」、「F-104 スターファイター（G型）“セイレーン・バルナック”」、「F-100D スーパーセイバー“ミッキー・サイモン”」が発売、または2018年12月までに発売の予定[4]。

現在、各エンブレムは原作者の公認を受け「rose-ridge」から販売されている。B-1（レベル）、C-160 トランザール（レベル）、C-47 スカイトレイン（イタレリ）、C-130 ハーキュリーズ（イタレリ）、CH-54A スカイクレーン（レベル）など、大型のアイテムを1/72スケールで揃えることができる。T-38タロンについてはハセガワが1/72で出しているが、定番商品では無く流通は不安定である。フジミからもFシリーズでT-38タロンが販売されている。1/72スケールの表記であるが、これは実際のところ1/48スケールである。
シンの乗るF-20 タイガーシャークについては、垂直尾翼のエンブレムや機首にマーキングしてある「Tigershark」の有無など、いくつかのパターンが見受けられる。
ミッキーの乗るF-100 スーパーセイバー、およびシンの乗るF-8E クルーセイダーには、原作では垂直尾翼にエンブレムがマーキングされていないことに注意する必要がある。
神埼が乗る「F-18(F/A-18)」については、機体は18Aではあるが、垂直尾翼は18Cの描写がされており、再現するときのポイントになる。

### コンピュータゲーム
エリア88 一角獣の軌跡
1995年にファミリーソフトより発売された、3Dポリゴンを使用したフライトシューティングゲーム。PC-9801シリーズ用。
基本システムはチェックシックス、地上シーンの描画とアドベンチャーのエンジンはスタークルーザーIIの物を使用した。
新谷かおるがデザインしたオリジナル女性キャラクター「伊集院サクラ」が登場した（ただし端役）。
エリア88 エトランジェ1995
1995年にファミリーソフトより発売された、PC-9801シリーズ用戦術シミュレーションゲーム。前作の「サクラ」が「ナツキ（桜 奈津紀）」という別人として再登場し、さらに新谷が新規デザインした男女3人の新キャラクター「ステラ」「デビッド」「ヒューム」が登場した。
エリア88
エリア88 (アーケードゲーム)を参照。
エリア88
MobageとGREEにてソーシャルゲーム化。ダーツライブゲームズ開発。2012年11月サービス開始。後にmixiゲームに対応した。こちらは2013年11月サービス開始。dゲームにも後にサービス開始されたがこちらは開始時期不明。
エースコンバット インフィニティ
バンダイナムコゲームスが開発し、基本無料（アイテム課金）のPlayStation 3用ゲームとして配信されているコラボイベントで、同ゲーム内のオンライン協同戦役に出撃することにより、一定の確率で風間真のF-5E タイガーII、ミッキー・サイモンのF-14A トムキャット、グレッグ・ゲイツのA-10A サンダーボルトII、キム・アバのAV-8B ハリアーIIを獲得できるイベントが開催された（2014年10月4日～10月14日17:00まで）。
さらにランキングの上位者には風間真のF-20A タイガーシャークと愛機のエンブレム「炎のユニコーン」も獲得できる。

### 画集・同人誌
エリアファイル88（新谷かおる豪華画集）
1985年4月発売、定価は3,000円。『エリア88』の連載6周年企画として発売された大型本。B3のカラーポスター8点、本編未収録であった「エリア88番外編」の複製原画（製本されないB4紙20枚、内容は「小学6年生」1980年3月号に掲載されたものと同一である）、新谷のインタビューが収録されたオリジナル・カセットテープ1本が付属されている。ISBN 4-09-199551-9
少年ビッグコミック特別編集 エリア88グラフィティ
1985年8月発売、定価2,300円。『エリア88』のOVA版発売に際して発行されたムック。OVA版キャスト, スタッフインタビューの他、新谷の対談記事やそれまでに発表されたカラーイラストが多数収録されている。付録として描き下ろしピンナップ, ポスターが、特別付録としてOVA版からの名シーンフィルムしおりが付属する。ISBN 4-09-104082-9
スコラスペシャル15 新谷かおるコミック航空機集 コンバット・エアクラフト50
1995年発売、定価1,980円。『エリア88』連載時のカラーページが数点収録されている他、新谷のインタビュー記事もある。
エリア88「SPECIAL EDITION」
上述のエリアファイル88に付属された「エリア88番外編」を、作者の新谷自ら同人誌として再編集したものである。2010年現在は新谷の公式サイト「八十八夜」にて通信販売されている。